# Старе Босево
Старе Босево (пол. Stare Bosewo) — село в Польщі, у гміні Длуґосьодло Вишковського повіту Мазовецького воєводства.
Населення — 808 осіб (2011).
У 1975-1998 роках село належало до Остроленцького воєводства.

## Демографія
Демографічна структура станом на 31 березня 2011 року:
|          | Загалом | Допрацездатний вік | Працездатний вік | Постпрацездатний вік |
| -------- | ------- | ------------------ | ---------------- | -------------------- |
| Чоловіки | 415     | 101                | 283              | 31                   |
| Жінки    | 393     | 89                 | 226              | 78                   |
| Разом    | 808     | 190                | 509              | 109                  |